# Plectrocnemia uncata
Plectrocnemia uncata là một loài Trichoptera trong họ Polycentropodidae. Chúng phân bố ở miền Cổ bắc.